# 供餐

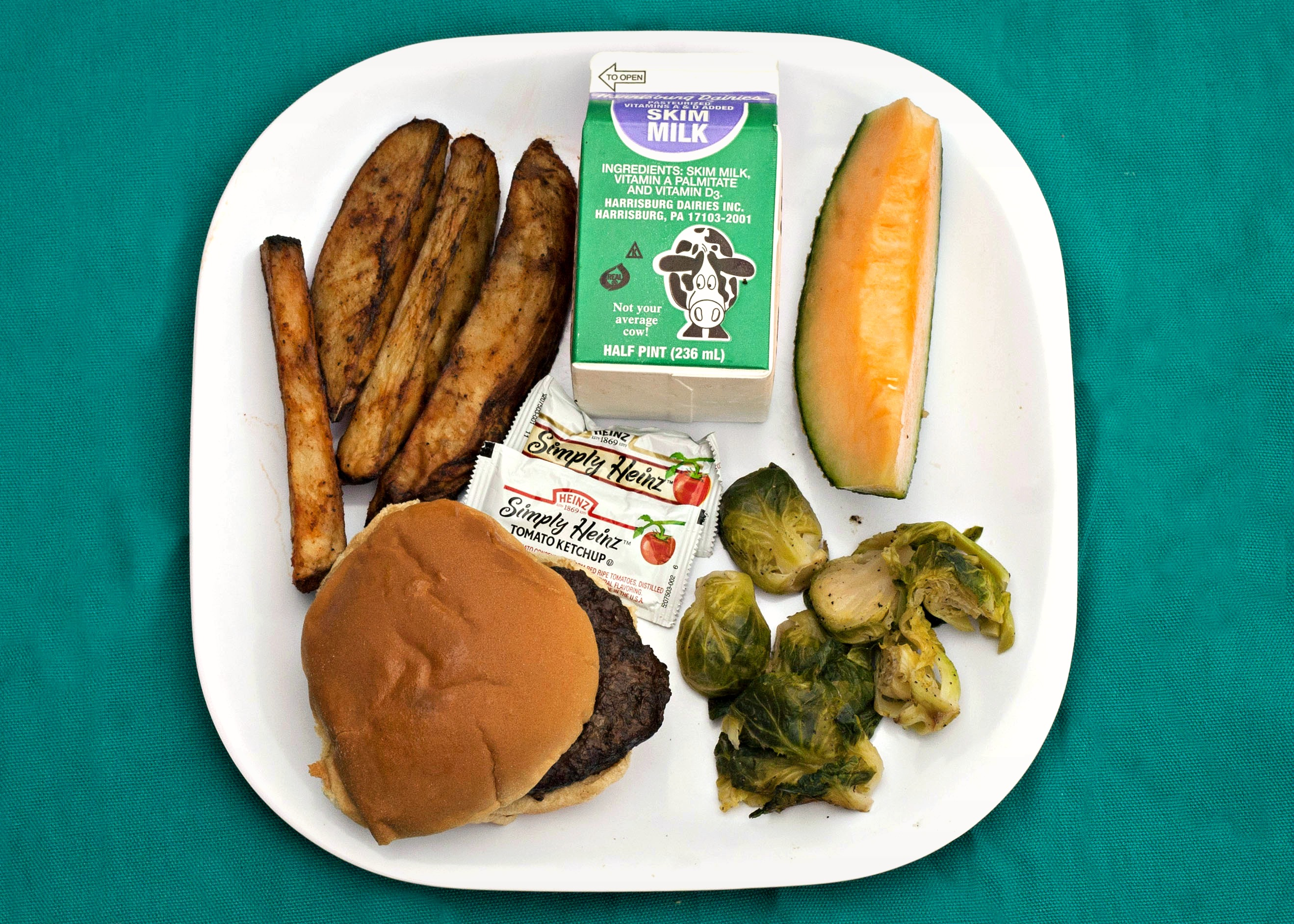
一份華盛頓特區內的學校所供應的學校午餐

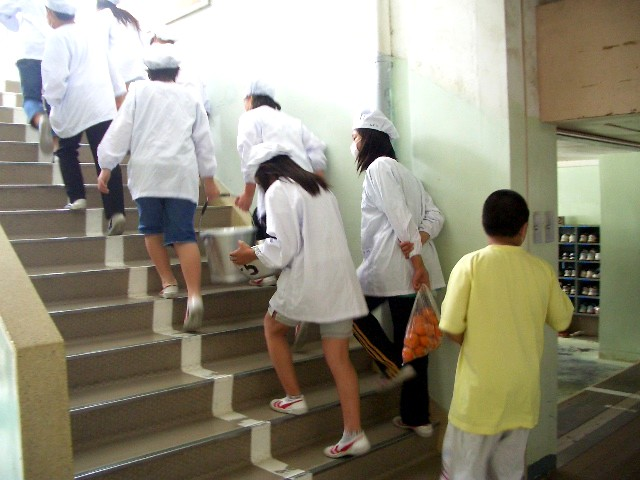
正在搬運餐桶準備用餐的日本學生

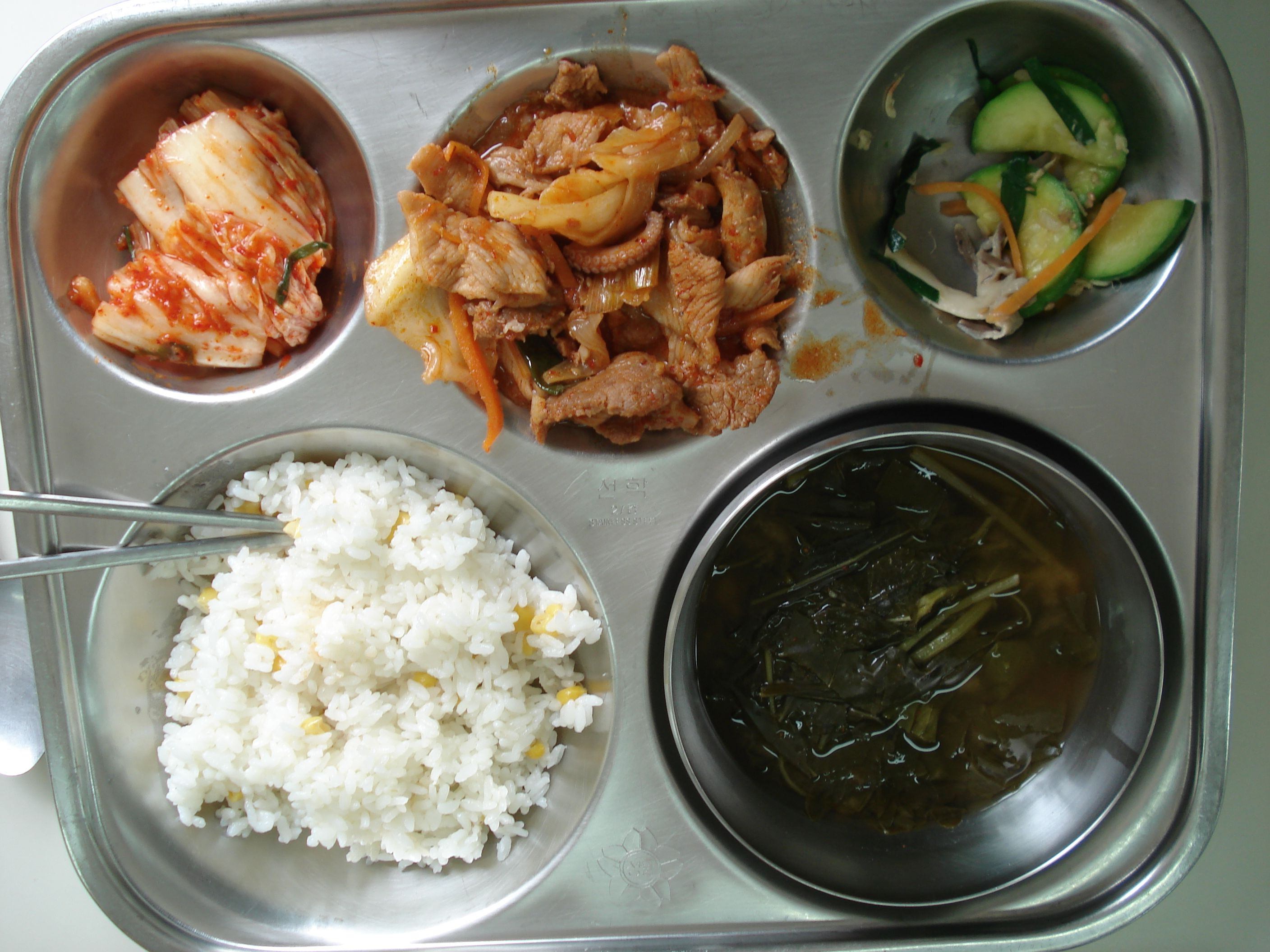
南韓學校午餐

供餐是指一個機構或活動常態地對其成員供應的餐點，常見於義務教育階段的學校、托兒所、養老院、醫院、軍隊、監獄等群體生活的地方。這些餐點可以是由該機構直接生產、或是委託餐飲業者專責處理。
對於在學校供應的餐點，特別是營養午餐，被認為是學校生活與學生成長中一項重要的部份。在發展中國家、它是鼓勵兒童繼續上學的動機之一，也在兒童的家庭產生危機時提供充足的糧食，以便他們能健康成長，並且專心於學習。